# Johnny zieht in den Krieg
Johnny zieht in den Krieg ist ein US-amerikanischer Anti-Kriegsfilm aus dem Jahr 1971 von Dalton Trumbo, der seinen eigenen Roman von 1939 verfilmte. Buch und Film schildern das Schicksal des 21-jährigen Joe (Johnny) Bonham, der freiwillig für die USA in den Ersten Weltkrieg zieht und schwer verwundet wird.

## Handlung
Johnny wird als Sohn einer Farmerfamilie geboren. Als ihn die Nachricht vom Eingreifen der Vereinigten Staaten in den Ersten Weltkrieg erreicht, meldet er sich freiwillig für den Kriegsdienst, obwohl seine Freundin Kareen versucht, ihn von seinem Vorhaben abzubringen. Ihre Worte prallen jedoch wirkungslos an ihm ab.
Auf dem Schlachtfeld wird sein Körper bei dem Versuch, einen gefallenen Deutschen zu bergen, um seinem Leichnam die Möglichkeit einer würdigen Bestattung zu geben, von einer Artillerie-Granate zerfetzt. Er überlebt schwerstens verletzt als Torso ohne Sprach-, Seh- und Hörfähigkeit. Er ist aber bei vollem Bewusstsein und der Tastsinn ist ihm erhalten geblieben. Daher kann er z. B. Berührungen und durch Schritte erzeugte Vibrationen wahrnehmen.
Die mit seiner Pflege betrauten Krankenschwestern und Ärzte gehen anfangs davon aus, dass Johnny durch seine Verwundung alle seine kognitiven Fähigkeiten verloren habe und nur noch die grundlegenden lebenserhaltenden Funktionen vorhanden seien. Seine Bewegungen werden als unwillkürliche Muskelkontraktionen fehlinterpretiert. Sie sehen in Johnny daher, wie im Verlauf der Geschichte erkennbar wird, vor allem einen außergewöhnlichen Fall für die medizinische Forschung. So nimmt Johnny allmählich wahr, dass man ihn nicht aus Nächstenliebe am Leben erhält, sondern dem medizinisch-psychologischen Fortschritt zuliebe. Seine anfängliche Erleichterung, noch am Leben zu sein, wandelt sich somit bald in Verzweiflung. In den folgenden Wochen und Monaten wird Johnny nach und nach bewusst, in welchem körperlichen Zustand er sich befindet.
Er führt innere Dialoge mit Jesus, seiner Freundin, seinem Vater und anderen Personen, wobei ihm aufgrund der Sedativa jedoch oft nicht bewusst ist, ob er nun träumt oder wach ist. So wechselt die Filmhandlung mehrmals zwischen Realität und Phantasie. Wenn er wach ist, versucht er jedes Detail in seiner Umgebung wahrzunehmen und zu deuten. Auf diese Weise findet er z. B. einen Weg, die Tage zu zählen, indem er sich am Sonnenlicht orientiert, das durch das Fenster auf seine Haut scheint.
Nach längerer Zeit im Krankenhaus beginnt er mit dem Versuch, einen Weg zu finden, um mit seiner Umwelt Kontakt aufzunehmen. Da er am Schlachtfeld als Funker tätig war, beherrscht er nach wie vor die Morsezeichen. Er hat daher die Idee, auf diese Weise zu kommunizieren. Mit Kopfnicken zeigt er das internationale Zeichen für SOS. Bei einer Visite der Ärzte wird dies erkannt und die Mediziner müssen zu ihrem Erstaunen feststellen, dass sein Geist trotz der schweren Verwundungen doch intakt ist. Im Morse-Dialog bittet Johnny darum, dass er ein selbstbestimmtes Leben führen möchte und als Zirkusattraktion anhand seiner Existenz die Schrecken des Krieges zeigen und begreifbar machen will. Das wird ihm verwehrt. Daher bittet er zuerst die Ärzte und schließlich die Krankenschwester per Morsecode, ihn zu töten. Bevor sie seiner Bitte nachkommen kann, wird sie durch den Brigadegeneral davon abgehalten. Johnny erkennt nun entmutigt, dass er einer ungewissen Zukunft überlassen wird.

## Hintergrund
Die sarkastische Aussage des Films wird besonders im Originaltitel Johnny Got His Gun deutlich. Nach dem Motto „Das hat er jetzt davon“ wird geschildert, was sein naiver Wunsch, „to get his gun“ (eine tödliche Waffe selbst zu tragen), für Konsequenzen hat. Denn Grundlage für den Titel Johnny Got His Gun war der Aufruf „Johnny get your gun“ (deutsch: „Johnny, hol dir deine Waffe“), mit dem Ende des 19. und Anfang des 20. Jahrhunderts versucht wurde, junge US-Amerikaner für den Militärdienst zu begeistern.
Die in Schwarz-Weiß gedrehten Lazarettszenen unterstreichen den dokumentarischen Anspruch, die Auswirkungen des Krieges ohne Pathos aufzuzeigen. Die in Farbe gehaltenen Traum- und Erinnerungssequenzen Johnnys werden mehr durch die schauspielerischen Leistungen getragen als durch Regieeinfälle Trumbos.

## Trivia
- Der Roman Johnny Got His Gun erschien erstmals 1939 in den USA; die deutsche Erstausgabe 1962 unter dem Titel Süss und ehrenvoll bei Rütten & Loening (Hamburg). Seit 1985 wird der Roman vom Eichborn Verlag unter dem Titel Johnny zieht in den Krieg angeboten. 2012 erschien beim Verlag Onkel & Onkel eine Neuübersetzung unter dem Titel Und Johnny zog in den Krieg.

- Die Metalband Metallica wurde durch den Film zu dem Song One inspiriert und verwendete Szenen aus dem Film für das Musikvideo.

- In der Comic-Serie Die Sturmtruppen erleidet der minderjährige Soldat Siegfried das gleiche grauenhafte Schicksal wie Johnny.

- Die Szenen mit Jesus Christus stammen aus Buñuels Feder.

- Dalton Trumbo selbst ist kurz in einer Traumsequenz zu sehen.

## Kritik
„Eindringlicher, schockierender Antikriegsfilm, dessen Inszenierung auch auf der formalen Ebene die Klischees eines herkömmlichen Soldatenschicksals durchbricht. Eine erschütternde Meditation über das Leben.“

In Kay Wenigers Das große Personenlexikon des Films ist in Dalton Trumbos Biografie Folgendes zu lesen: „Beeindruckt und geschockt von den Kriegsbildern aus Vietnam entstand mit „Johnny zieht in den Krieg“ der bis dahin wohl ungeschönteste, härteste und ehrlichste Antikriegsfilm der US-Geschichte.“

## Auszeichnungen
Der Film wurde, allerdings erst nach Intervention von Jean Renoir, Luis Buñuel und Otto Preminger, ins offizielle Programm des Filmfestivals Cannes 1971 aufgenommen und erhielt dort die nach der Goldenen Palme zweithöchste Auszeichnung, nämlich den Großen Preis der Jury sowie den FIPRESCI-Preis der internationalen Filmkritik.